# Wishful thinking

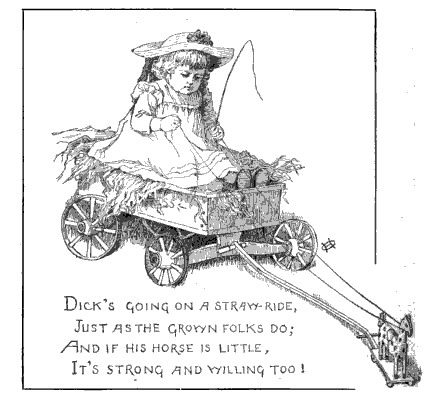
Una raffigurazione di wishful thinking

Il wishful thinking, traducibile in italiano come pensiero desiderativo, pensiero desideroso, pio desiderio  o pensiero bramoso, è il processo mentale per cui si tende a crearsi convincimenti e prendere decisioni facendosi dirigere da ciò che più può essere piacevole, gradito o appagante dal punto di vista del soggetto (desiderio) invece di basarsi su indizi, realtà e razionale giudizio. In questo senso è il prodotto del conflitto tra principio di realtà e principio di piacere, in cui il secondo viene, più o meno consciamente, fatto prevalere.
Alcuni studi, quali quelli realizzati da Daniel Kahneman e Amos Tversky, hanno mostrato che, a parità di altre condizioni, gli individui tendono a fare predizioni positive con un processo anche chiamato "ottimismo irrealistico".

## Caratteristiche
Lo studioso Christopher Booker ha analizzato il wishful thinking, trovandovi alcune tappe fondamentali che creano il cosiddetto "ciclo illusorio" (the fantasy cycle), questo ciclo è riconoscibile sia nella vita di singoli individui, sia in casi più generali come la politica, la storia etc.
Il ciclo illusorio si può dividere in fasi:
- fase del sogno
- fase della frustrazione
- fase dell'incubo
- fase dell'esplosione della realtà

Il meccanismo si struttura come segue: quando una persona si imbarca in un comportamento guidato dal wishful thinking, all'inizio essa ne trae un benessere psicologico per ovvi motivi di appagamento. Anche il suo rapporto con la realtà non dà adito a dissonanze, in quanto ci vuole del tempo perché la disparità tra l'immaginato e il reale si mostri in modo non più negabile. In questa fase, chiamata «fase del sogno», l'individuo è perfettamente in grado di mantenere la sua visione desiderata del futuro evento senza grossi sforzi cognitivi. Con il passare del tempo, però, indizi sempre meno eliminabili della realtà che pongono dubbi o contraddicono il wishful thinking vengono via via sempre più all'attenzione del soggetto, che non può facilmente scioglierli né ignorarli: è la fase della frustrazione.
Gli sforzi di far collimare la realtà con il modello di essa che si desidera assorbono via via più energie del soggetto finché la pressione del reale e la sua discrepanza rispetto al desiderato è tanto grande da non poter più essere mascherata; siamo alla «fase dell'incubo» che Booker fa culminare nella rassegnata accettazione della realtà e abbandono del sogno illusorio, chiamata «esplosione nella realtà».
Oltre ad essere un esempio eccellente di bias cognitivo che induce a prendere decisioni a basso valore di successo, il wishful thinking è anche una fallacia logica.
In questo campo, pionieristico fu lo studio di Jerome Bruner e Cecile Goodman che negli anni cinquanta del XX secolo fecero degli studi sui bambini americani in cui si mostrava che la percezione, anche quella riferita alle dimensioni degli oggetti, dipende dall'ambiente socioeconomico da cui si viene e che inculca i primi convincimenti cognitivi.